# Riccardo Morandi
Riccardo Morandi (Roma, 1 de setembro de 1902 – Roma, 25 de dezembro de 1989) foi um engenheiro civil italiano, conhecido pelo seu uso interessante do concreto armado. Dentre suas obras mais conhecidas está a Ponte General Rafael Urdaneta.
Uma de suas obras, a Ponte Morandi em Gênova, colapsou em 14 de agosto de 2018, matando diversas pessoas.

## Carreira

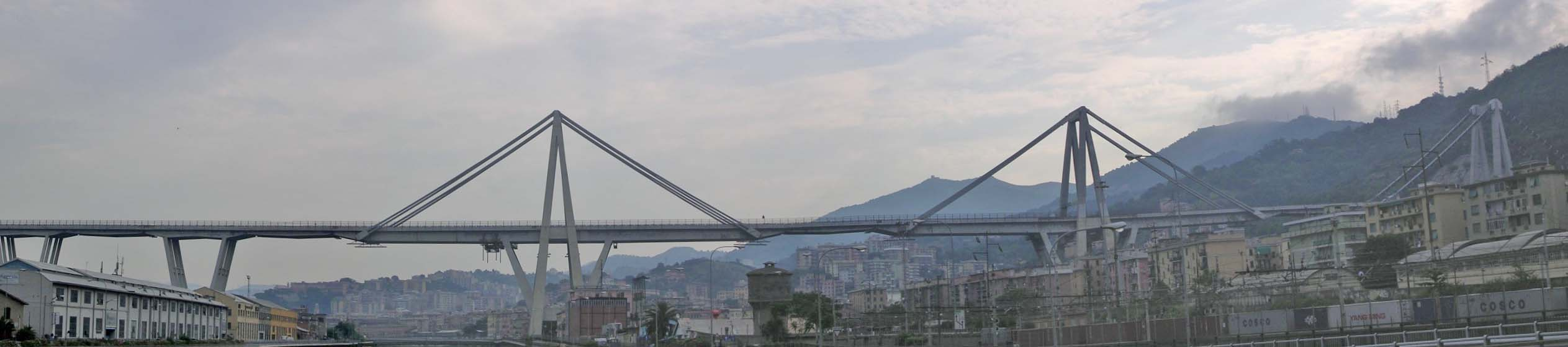
Ponte Morandi, Gênova, Itália

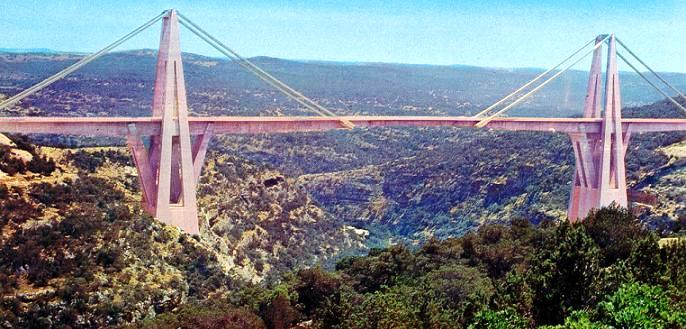
Ponte Wadi el Kuf, Líbia

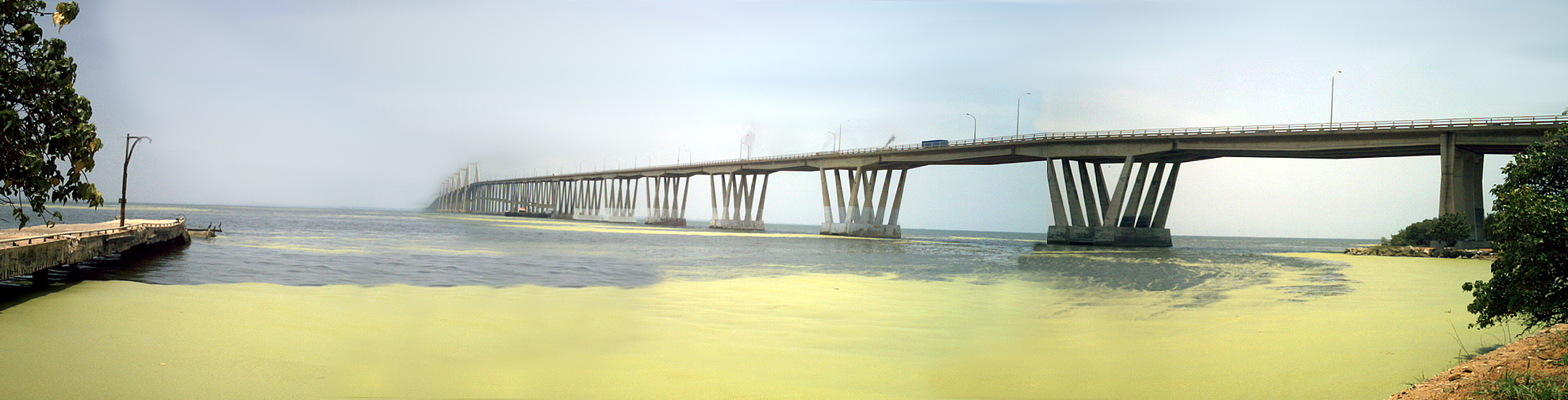
Ponte General Rafael Urdaneta

Seguindo a graduação em 1927, Morandi obteve experiência na Calábria trabalhando com concreto armado em áreas atingidas por terremoto. Ao retornar para Roma para abrir seu próprio escritório, continuou com suas explorações técnicas do concreto armado e protendido no projeto de uma série de novos cinemas e pontes. Seus diversos trabalhos posteriores incluem o Aeroporto Internacional de Roma em 1970 e uma ponte em Barranquilla, Colômbia, em 1972.
Morandi foi apontado professor de projeto de pontes na Universidade de Florença e na Universidade de Roma "La Sapienza".
Dentre suas obras constam:
- Ponte Amerigo Vespucci, Florença, Itália, 1957
- Viaduto Fiumarella, Catanzaro, Itália, 1960
- Ponte Kinnaird, Canadá, 1960
- Ponte Morandi, Gênova, Itália, 1968[2]
- Ponte Wadi el Kuf, Líbia, 1971[2]
- Ponte Carpineto, Potenza, Itália, 1973
- Ponte Pumarejo (Ponte Laureano Gómez), Rio Magdalena, Colômbia, 1974
- Ponte General Rafael Urdaneta, Lago de Maracaibo, Venezuela,1962
- Puente de la Unidad Nacional, Rio Guayas, Guayaquil, Equador, 1970